# Таначарисон
Таначарисон (Tanacharison, так же Deanaghrison, Johonerissa, Tanaghrisson, Tanahisson, Thanayieson) (1700 — 1754) — вождь (сахем) индейцев-ирокезов, который имел смешанное катоба-сенекское происхождение. Известен под большим количеством различных имён, но в английских колониях был известен в основном как «Полукороль» (Half-King). Он родился около Буффало и переселился в долину Огайо, где жил в Логстауне и стал вождём племени минго. Таначарисон сопровождал Вашингтона во время экспедиции в Огайо в 1753, а в 1754 году был союзником англичан в первых столкновениях Войны с французами и индейцами и участником стычки у Грейт-Мидоуз.

## Ранние годы
О юности вождя известно очень мало. Он происходил из племени Катоба по матери и из племени Сенека по отцу, но по другим данным  был из племени Катоба, но попал в плен к французам а затем был усыновлён племенем Сенека, одним из племён Конфедерации ирокезов. Впоследствии он утверждал что французы сварили и съели его отца. Его племя было изгнано гуронами из района Великих Озёр в долину реки Огайо. Впервые он упоминается в документах (как Tanareeco) в договоре между индейцами Минго, Шауни и Майами 1747 года, где был одним из тех, кто подписал договор. В 1748 году Таначарисон принимал подарки от Пенсильвании и колонии Вирджиния, при этом местом переговоров стал Логстаун. На этих переговорах Таначарисон впервые стал упоминаться как the half King. Это был титул английского происхождения, его французский эквивалент le demiroi встречается только в переводных документах. Титул отразил его роль вождя ирокезов долины Огайо.
Таначарисон выступал от имени ирокезов на переговорах в Логстауне в мае 1751 года и июне 1752, когда было ратифицировано Ланкастерское соглашение.

## Война с французами и индейцами
В 1753 году французы пришли в долину Огайо и начали строить форты. Таначарисон решил объединить индейские племена для отпора французам и наладить отношения с англичанами. Но не все племена согласились с его планами, и это сильно ослабило вождя. Индейцы предъявили французам три формальных протеста: первый от имени делаваров, один от имени шауни и третий от лица лично Таначарисона. В ходе последнего 3 сентября Таначарисон явился в форт Ле-Бёф и потребовал от французского командующего Де Марина покинуть долину Огайо. При этом он вернул ему вампум, ранее подаренный французами в знак дружбы.